# Sharon (Kansas)
Sharon è una città degli Stati Uniti d'America della Contea di Barber, nello Stato del Kansas.

## Storia
Sharon è stata fondata nel 1883. Sharon è un nome ebraico che significa  pianura.